# Euophryini
Euophryini è una tribù di ragni appartenente alla sottofamiglia Euophryinae della famiglia Salticidae dell'ordine Araneae della classe Arachnida.

## Distribuzione
I 41 generi oggi noti di questa tribù hanno diffusione cosmopolita.

## Tassonomia
A dicembre 2010, gli aracnologi riconoscono 41 generi appartenenti a questa tribù:
- Akela Peckham & Peckham, 1896 — dal Guatemala all'Argentina, Pakistan (3 specie)
- Anasaitis Bryant, 1950 — Indie Occidentali, USA (5 specie)
- Asaphobelis Simon, 1902 — Brasile (1 specie)
- Chalcotropis Simon, 1902 — dall'India alle Filippine, Isole Tonga (9 specie)
- Chapoda Peckham & Peckham, 1896 — dal Guatemala al Brasile (4 specie)
- Charippus Thorell, 1895 — Myanmar (1 specie)
- Chinattus Logunov, 1999 — dall'Iran al Vietnam, America settentrionale (12 specie)
- Chloridusa Simon, 1902 — Perù, Brasile (1 specie)
- Cobanus F. O. P.-Cambridge, 1900 — dal Messico al Venezuela, Hispaniola, Borneo (16 specie)
- Colyttus Thorell, 1891 — dalla Cina all'Arcipelago delle Molucche (2 specie)
- Commoris Simon, 1902 — Indie Occidentali (3 specie)
- Coryphasia Simon, 1902 — Brasile (8 specie)

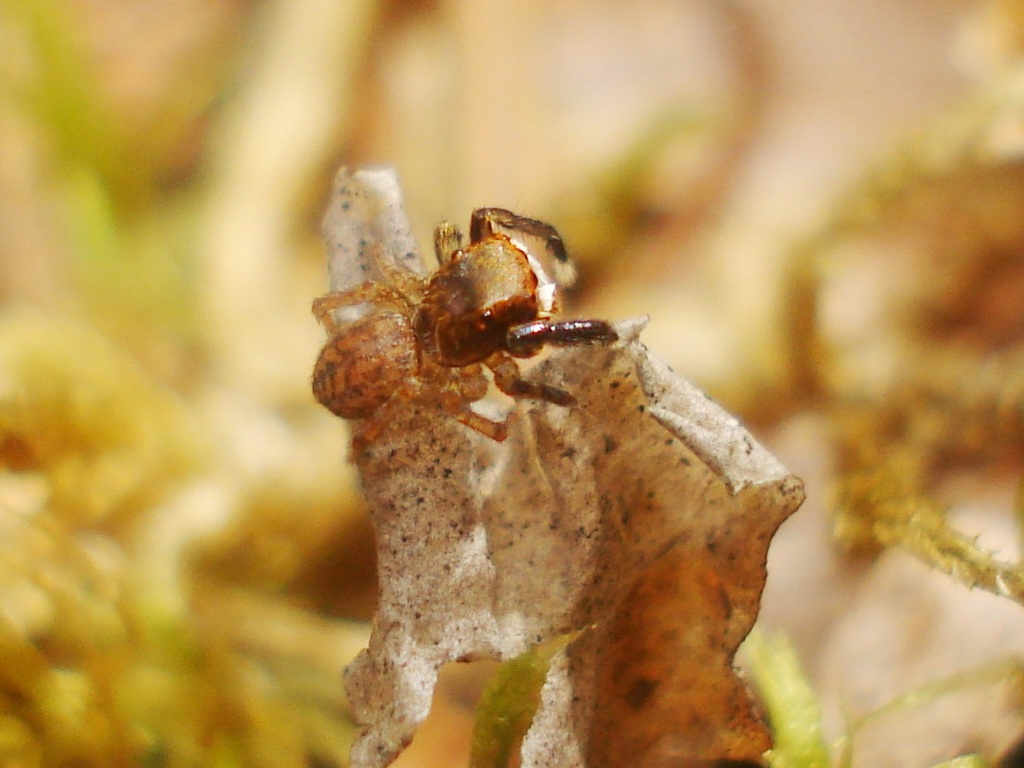
Euophrys frontalis

- Donoessus Simon, 1902 — Sumatra, Borneo (2 specie)
- Ergane L. Koch, 1881 — dal Borneo alle Isole Caroline, Australia (4 specie)
- Euophrys C. L. Koch, 1834 — cosmopolita (115 specie)
- Habrocestoides Prószynski, 1992 — India, Nepal (6 specie)
- Habrocestum Simon, 1876 — Eurasia, Africa, Australia, Isole Salomone (41 specie)
- Hypoblemum Peckham & Peckham, 1886 — Australia (2 specie)
- Klamathia Peckham & Peckham, 1903 — Sudafrica (1 specie)
- Lagnus L. Koch, 1879 — Isole Figi (1 specie)
- Lakarobius Berry, Beatty & Prószynski, 1998 — Isole Figi (1 specie)
- Mexigonus Edwards, 2002 — USA, Messico (4 specie)
- Mopiopia Simon, 1902 — Brasile (3 specie)
- Muziris Simon, 1901 — Australia, Oceania (7 specie)
- Naphrys Edwards, 2002 — dal Canada al Messico (4 specie)
- Ocnotelus Simon, 1902 — Brasile, Argentina (3 specie)
- Palpelius Simon, 1903 — dal Borneo all'Australia, Nuova Zelanda (11 specie)
- Phaulostylus Simon, 1902 - Madagascar (4 specie)

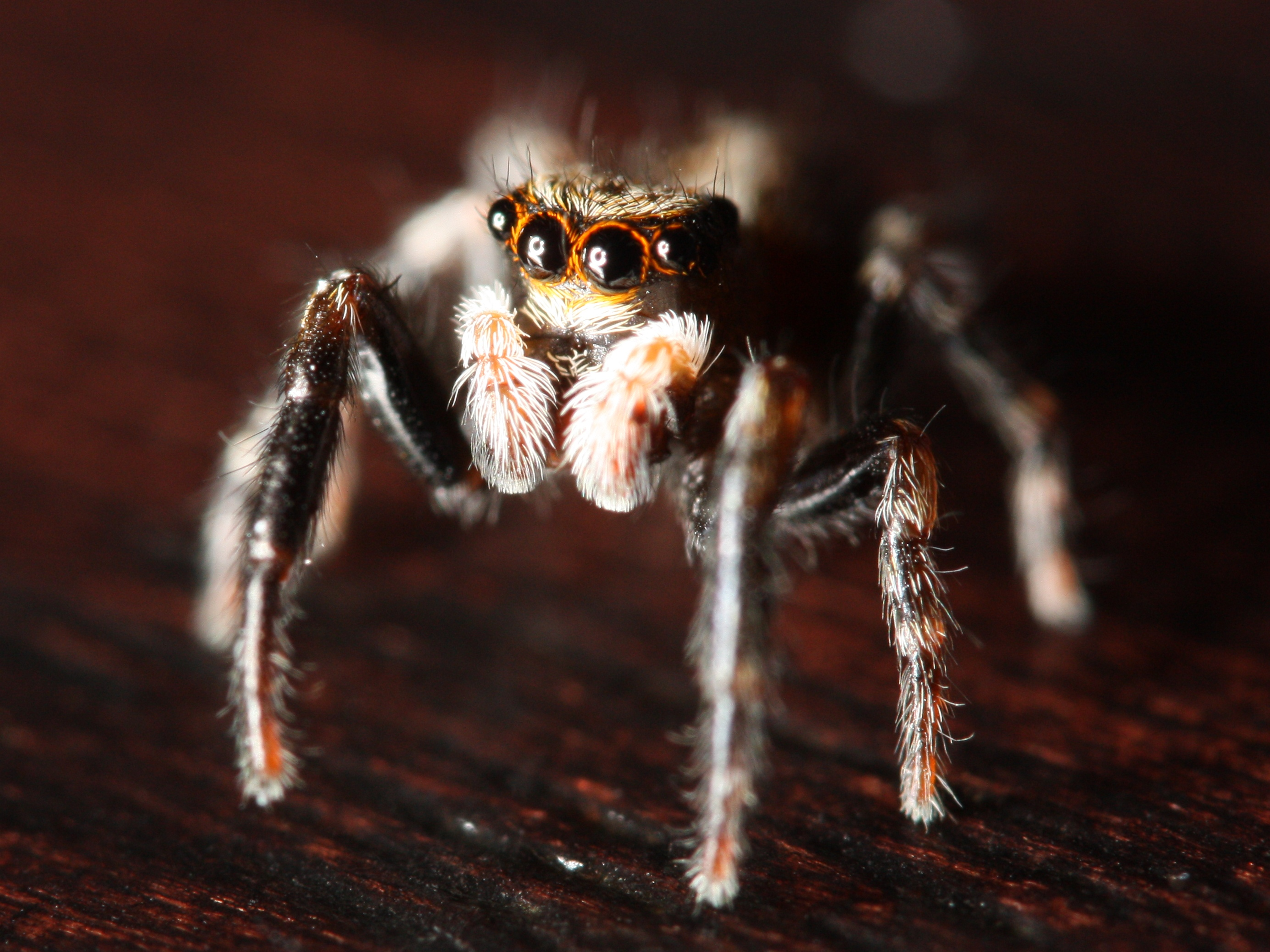
Pseudeuophrys lanigera, maschio adulto

- Pignus Wesolowska, 2000 — Tanzania, Sudafrica (2 specie)
- Pseudeuophrys Dahl, 1912 — Regione paleartica, introdotto negli USA (8 specie)
- Rhyphelia Simon, 1902 — Venezuela, Brasile (1 specie)
- Saitidops Simon, 1901 — Giamaica, Venezuela (2 specie)
- Semnolius Simon, 1902 — Argentina, Brasile (3 specie)
- Sidusa Peckham & Peckham, 1895 — dall'America centrale all'America meridionale (17 specie)
- Sigytes Simon, 1902 — Sri Lanka, dall'Australia alle Isole Figi (3 specie)
- Siloca Simon, 1902 — Indie Occidentali, America meridionale (9 specie)
- Tanzania Koçak & Kemal, 2008 — Tanzania, Etiopia (3 specie)
- Tariona Simon, 1902 — Brasile, Cuba (5 specie)
- Thyenula Simon, 1902 — Africa (6 specie)
- Tylogonus Simon, 1902 — dall'America centrale all'America meridionale (9 specie)
- Udvardya Prószynski, 1992 — Nuova Guinea (1 specie)